# Ясногорский район
Ясного́рский райо́н — административно-территориальная единица (район) и муниципальное образование (муниципальный район) в Тульской области России.
Административный центр — город Ясногорск.
Население — 30 893 чел. (2021) (11 место в области). Площадь — 1,3 тыс. км².
Образован в 1924 году как Лаптевский район. В 1954—1957 годах носил название Шкирятовский, в 1965 году переименован в Ясногорский.

## География
Географическое положение
Ясногорский район расположен в европейской части России, в северной части Среднерусской возвышенности, на севере Тульской области между 54°51' и 54°18' северной широты и 37°28' и 38°6' восточной долготы.
Площадь территории — 1 299,7 км², что составляет 5,1 % от территории Тульской области. Протяжённость района с севера на юг — 60 км; с запада на восток — 42 км.
Граничит:
- на севере — с Серпуховским и Ступинским районами Московской области
- на юге — с Ленинским районом Тульской области
- на западе — с Серпуховским районом Московской области, Алексинским и Заокским районами Тульской области
- на востоке — с Каширским районом Московской области и Венёвским районом Тульской области

Часовой пояс
Ясногорский район, как и вся Тульская область, находится в часовой зоне, обозначаемой по международному стандарту как Moscow Time Zone (MSK). Смещение относительно UTC составляет +4:00. По району проходит меридиан 37°30′ в.д., разделяющий 2-й и 3-й географические часовые пояса, поэтому на небольшой территории западной части района применяемое время отличается от поясного времени UTC+2 на два часа, а в центре и на востоке (включая районный центр) — от поясного времени UTC+3 на один час.
Гидрология
По территории протекает свыше десятка больших и малых рек, относящихся к Окскому бассейну: Ока (бассейн Волги), Апрань, в том числе реки Осётр, Беспута, Вашана, Тулица, Восьма, Сине-Тулица, Десенка, Сушка, Полевая Веркуша берут своё начало в границах Ясногорского района. На реке Осётр у деревни Бураково расположен крупнейший в Тульской области рыбопромысловый участок (пруд), площадью 121,2 га.
Экологическое состояние
Территория Ясногорского района достаточно чистая в экологическом плане. Хотя здесь нет предприятий, наносящих вред экологии, антропогенное загрязнение окружающей среды происходит вследствие работы предприятий близлежащих развитых промышленных зон: города Тулы, городского округа Новомосковск, Щёкинского и Алексинского районов.
Радиационная обстановка характеризуется как благоприятная. В результате аварии на Чернобыльской АЭС в 1986 году территория района не пострадала, в то время как 56,3 % территории Тульской области подверглось радиационному заражению.

## История
В 1924 году был образован Лаптевский район с центром в селе Лаптево, в его состав вошли Лаптевская, Денисовская, Машковская и Архангельская волости Тульского уезда Тульской губернии. В районе было 16 сельсоветов, 103 населённых пункта, проживали 27 тыс. человек.
В 1929 году Тульская губерния была упразднена и Лаптевский район вошёл в состав Тульского округа Московской области. К началу 1930 года в его состав входили сельсоветы: Архангельский, Барановский, Бобровский, Боровковский, Быковский, Вашанский, Вишняковский, Владыченский, Воловниковский, Горчаковский, Горшковский, Денисовский, Квашнинский, Климовский, Крюковский, Лаптевский, Макаевский, Машковский, Мелеховский, Милинский, Митюшинский, Никольский, Прудковский, Тайдаковский, Теляковский, Федяшевский и Хотушский.
27 октября 1935 года Климовский с/с был передан в Мордвесский район.
Указом Президиума Верховного Совета РСФСР от 11 сентября 1938 года село Лаптево было отнесено к категории рабочих посёлков с сохранением прежнего наименования и с включением в его черту станционного посёлка, территории завода «Красный плуг», заводского посёлка и селения Лип-Верх
С 26 сентября 1937 года район в составе вновь образованной Тульской области.
29 ноября 1957 года Шкирятовский район был переименован в Лаптевский район. 13 декабря 1957 года к Лаптевскому району была присоединена часть территории упразднённого Тульского района.
8 января 1958 года р.п. Лаптево получил статус города районного подчинения.
В 1963 году в состав район вошла территория упраздненного Иваньковского района.
10 августа 1965 года — город Лаптево переименован в город Ясногорск, а район — в Ясногорский район.

## Население
| 1959    | 1970    | 1979    | 1989    | 2002    | 2009    | 2010    | 2011    | 2012    |
| ------- | ------- | ------- | ------- | ------- | ------- | ------- | ------- | ------- |
| 30 812  | ↗42 604 | ↘40 485 | ↘39 606 | ↘34 926 | ↘32 537 | ↘31 152 | ↘31 046 | ↘31 030 |
| 2013    | 2014    | 2015    | 2016    | 2017    | 2018    | 2019    | 2020    | 2021    |
| ↘30 758 | ↘30 393 | ↘29 975 | ↘29 653 | ↘29 577 | ↘29 493 | ↘29 195 | ↘28 767 | ↗30 893 |

### Урбанизация
Городское население (город Ясногорск) составляет 49,43 % от всего населения района.

### Национальный состав
По итогам переписи населения 2020 года проживали следующие национальности (национальности менее 0,1 % и другое см. в сноске к строке «Другие»):
| Национальность | Численность, чел. | Доля     |
| -------------- | ----------------- | -------- |
| Русские        | 27 795            | 89,97 %  |
| Таджики        | 511               | 1,65 %   |
| Армяне         | 287               | 0,93 %   |
| Украинцы       | 126               | 0,41 %   |
| Молдаване      | 89                | 0,29 %   |
| Азербайджанцы  | 89                | 0,29 %   |
| Татары         | 76                | 0,25 %   |
| Узбеки         | 69                | 0,22 %   |
| Грузины        | 43                | 0,14 %   |
| Лезгины        | 41                | 0,13 %   |
| Аварцы         | 35                | 0,11 %   |
| Даргинцы       | 33                | 0,11 %   |
| Белорусы       | 31                | 0,10 %   |
| Другие         | 1668              | 5,40 %   |
| Итого          | 30 893            | 100,00 % |

## Территориальное деление
Административно-территориальное устройство
Ясногорский район в рамках административно-территориального устройства включает 1 город районного подчинения и 19 сельских территорий:
| №     | Административно-территориальная единица | Код ОКАТО  | Население 2002 (чел.) | Соответствие сельскому поселению |
| ----- | --------------------------------------- | ---------- | --------------------- | -------------------------------- |
| 1e-06 | Город районного подчинения:             |            |                       |                                  |
| 2e-06 | Ясногорск                               | 70 250 501 |                       |                                  |
| 3e-06 | Сельские территории:                    |            |                       |                                  |
| 1     | Архангельская сельская территория       | 70 250 804 | 740                   | СП Ревякинское                   |
| 2     | Богословская сельская территория        | 70 250 806 | 779                   | СП Иваньковское                  |
| 3     | Боровковская сельская территория        | 70 250 860 | 839                   | СП Ревякинское                   |
| 4     | Бураковская сельская территория         | 70 250 808 | 525                   | СП Ревякинское                   |
| 5     | Верхне-Красинская сельская территория   | 70 250 812 | 311                   | СП Теляковское                   |
| 6     | Григорьевская сельская территория       | 70 250 818 | 255                   | СП Иваньковское                  |
| 7     | Денисовская сельская территория         | 70 250 820 | 627                   | СП Ревякинское                   |
| 8     | Есуковская сельская территория          | 70 250 824 | 475                   | СП Иваньковское                  |
| 9     | Знаменская сельская территория          | 70 250 826 | 537                   | СП Теляковское                   |
| 10    | Иваньковская сельская территория        | 70 250 828 | 1356                  | СП Иваньковское                  |
| 11    | Климовская сельская территория          | 70 250 832 | 710                   | СП Иваньковское                  |
| 12    | Первомайская сельская территория        | 70 250 840 | 715                   | СП Теляковское                   |
| 13    | Ревякинская сельская территория         | 70 250 844 | 4086                  | СП Ревякинское                   |
| 14    | Санталовская сельская территория        | 70 250 846 | 1263                  | СП Теляковское                   |
| 15    | Тайдаковская сельская территория        | 70 250 848 | 1044                  | СП Ревякинское                   |
| 16    | Теляковская сельская территория         | 70 250 849 | 562                   | СП Теляковское                   |
| 17    | Торминская сельская территория          | 70 250 850 | 507                   | СП Ревякинское                   |
| 18    | Федяшевская сельская территория         | 70 250 852 | 439                   | СП Ревякинское                   |
| 19    | Хотушская сельская территория           | 70 250 856 | 568                   | СП Теляковское                   |

Муниципальное устройство
В муниципальный район, в рамках организации местного самоуправления, входят 4 муниципальных образования, в том числе одно городское и три сельских поселения:
| №        | Муниципальное образование | Административный центр | Количество населённых пунктов | Население (чел.) | Площадь (км²) |
| -------- | ------------------------- | ---------------------- | ----------------------------- | ---------------- | ------------- |
| 1e-06    | Городское поселение:      |                        |                               |                  |               |
| 1        | город Ясногорск           | город Ясногорск        | 1                             | ↘15 269          | 16,18         |
| 1.000002 | Сельские поселения:       |                        |                               |                  |               |
| 2        | Иваньковское              | село Иваньково         | 52                            | ↗3075            | 363,65        |
| 3        | Ревякинское               | посёлок Ревякино       | 63                            | ↗9447            | 491,88        |
| 4        | Теляковское               | село Теляково          | 50                            | ↘3102            | 427,99        |

В 2006 году в муниципальном районе были созданы 2 городских и 5 сельских поселений.  В 2014 году сельские поселения Архангельское, Денисовское и городское поселение рабочий посёлок Ревякино были объединены в новое сельское поселение Ревякинское.

## Населённые пункты
В Ясногорском районе один город и 165 сельских населённых пунктов.
| №   | Населённый пункт     | Тип     | Население (чел.) | Муниципальное образование | Сельская территория |
| --- | -------------------- | ------- | ---------------- | ------------------------- | ------------------- |
| 1   | Ясногорск            | город   | ↘15 269          | город Ясногорск           |                     |
| 2   | Акимовка             | деревня | 0                | Иваньковское              | Иваньковская        |
| 3   | Акуловка             | деревня | 0                | Иваньковское              | Есуковская          |
| 4   | Андрюшково           | деревня | 2                | Теляковское               | Хотушская           |
| 5   | Аргуново             | деревня | 0                | Иваньковское              | Есуковская          |
| 6   | Архангельское        | село    | ↗565             | Ревякинское               | Архангельская       |
| 7   | Байдики              | село    | 0                | Иваньковское              | Климовская          |
| 8   | Байдино              | деревня | 12               | Теляковское               | Первомайская        |
| 9   | Бараново             | деревня | 43               | Ревякинское               | Федяшевская         |
| 10  | Барсуки              | деревня | 33               | Ревякинское               | Архангельская       |
| 11  | Барыбино             | деревня | 15               | Ревякинское               | Федяшевская         |
| 12  | Башино               | село    | ↘31              | Иваньковское              | Иваньковская        |
| 13  | Белкино              | деревня | 0                | Иваньковское              | Климовская          |
| 14  | Белугино             | деревня | 42               | Иваньковское              | Есуковская          |
| 15  | Бирево               | деревня | 0                | Ревякинское               | Торминская          |
| 16  | Бобровские Выселки   | деревня | 1                | Ревякинское               | Архангельская       |
| 17  | Богословское         | село    | ↘732             | Иваньковское              | Богословская        |
| 18  | Большие Байдики      | деревня | ↗93              | Ревякинское               | Ревякинская         |
| 19  | Большое Хорошово     | село    | 6                | Иваньковское              | Григорьевская       |
| 20  | Борисово             | деревня | 5                | Иваньковское              | Климовская          |
| 21  | Боровковский         | посёлок | ↘329             | Ревякинское               | Боровковская        |
| 22  | Броденки             | деревня | 8                | Теляковское               | Первомайская        |
| 23  | Бураково             | деревня | ↘341             | Ревякинское               | Бураковская         |
| 24  | Бурдуково            | деревня | 10               | Ревякинское               | Бураковская         |
| 25  | Быковка              | деревня | 2                | Ревякинское               | Денисовская         |
| 26  | Бяково               | деревня | 15               | Ревякинское               | Ревякинская         |
| 27  | Вашана               | деревня | 20               | Ревякинское               | Торминская          |
| 28  | Вележево             | деревня | 25               | Иваньковское              | Иваньковская        |
| 29  | Верхнее Заглухино    | деревня | 0                | Теляковское               | Верхне-Красинская   |
| 30  | Верхнее Красино      | село    | ↘213             | Теляковское               | Верхне-Красинская   |
| 31  | Верхнее Редькино     | деревня | 0                | Теляковское               | Первомайская        |
| 32  | Вишневая             | деревня | 0                | Иваньковское              | Есуковская          |
| 33  | Воловниково          | деревня | ↘226             | Теляковское               | Санталовская        |
| 34  | Восемское            | деревня | 21               | Иваньковское              | Иваньковская        |
| 35  | Воскресенки          | село    | 0                | Иваньковское              | Богословская        |
| 36  | Гайтурово            | деревня | 1                | Теляковское               | Санталовская        |
| 37  | Гигант               | посёлок | ↘309             | Ревякинское               | Боровковская        |
| 38  | Глазово              | деревня | 12               | Иваньковское              | Климовская          |
| 39  | Горки                | село    | 14               | Теляковское               | Первомайская        |
| 40  | Горчаково            | деревня | 0                | Ревякинское               | Денисовская         |
| 41  | Горшково             | село    | ↘66              | Ревякинское               | Бураковская         |
| 42  | Григорьевское        | деревня | ↘135             | Иваньковское              | Григорьевская       |
| 43  | Грызлово             | деревня | 5                | Ревякинское               | Ревякинская         |
| 44  | Денисово             | село    | ↘519             | Ревякинское               | Денисовская         |
| 45  | Дробино              | деревня | 5                | Теляковское               | Знаменская          |
| 46  | Екатериновка         | деревня | 5                | Ревякинское               | Бураковская         |
| 47  | Енино                | деревня | 7                | Ревякинское               | Торминская          |
| 48  | Есуковский           | посёлок | ↘293             | Иваньковское              | Есуковская          |
| 49  | Жежельна             | село    | 5                | Иваньковское              | Богословская        |
| 50  | Железнодорожный      | посёлок | 9                | Ревякинское               | Ревякинская         |
| 51  | Желыбино             | деревня | ↘68              | Ревякинское               | Ревякинская         |
| 52  | Жерновка             | посёлок | 12               | Иваньковское              | Есуковская          |
| 53  | Заикино              | деревня | 12               | Ревякинское               | Тайдаковская        |
| 54  | Захарьино            | деревня | 3                | Теляковское               | Верхне-Красинская   |
| 55  | Захарьинские Выселки | деревня | 6                | Теляковское               | Первомайская        |
| 56  | Знаменское           | село    | 62               | Теляковское               | Знаменская          |
| 57  | Зыбино               | деревня | 46               | Ревякинское               | Тайдаковская        |
| 58  | Иваньково            | село    | ↘954             | Иваньковское              | Иваньковская        |
| 59  | Каверино             | деревня | 6                | Ревякинское               | Архангельская       |
| 60  | Каверино             | село    | 0                | Иваньковское              | Климовская          |
| 61  | Казариново           | деревня | 11               | Иваньковское              | Иваньковская        |
| 62  | Каменка              | деревня | ↗130             | Ревякинское               | Архангельская       |
| 63  | Картасеневский       | посёлок | 5                | Ревякинское               | Бураковская         |
| 64  | Картино              | деревня | 0                | Иваньковское              | Климовская          |
| 65  | Качалово             | деревня | 63               | Ревякинское               | Торминская          |
| 66  | Кашино               | деревня | 2                | Иваньковское              | Есуковская          |
| 67  | Квашнино             | село    | 8                | Ревякинское               | Бураковская         |
| 68  | Киреевское           | деревня | 2                | Ревякинское               | Торминская          |
| 69  | Климовское           | село    | ↘441             | Иваньковское              | Климовская          |
| 70  | Климовское           | деревня | 0                | Теляковское               | Знаменская          |
| 71  | Княжая Слобода       | деревня | 0                | Иваньковское              | Климовская          |
| 72  | Козловка             | деревня | 4                | Теляковское               | Первомайская        |
| 73  | Копенкино            | деревня | 53               | Теляковское               | Первомайская        |
| 74  | Котенево             | деревня | 2                | Теляковское               | Верхне-Красинская   |
| 75  | Красино-Убережное    | село    | 15               | Иваньковское              | Григорьевская       |
| 76  | Крюково              | деревня | 9                | Ревякинское               | Федяшевская         |
| 77  | Кузьмищево           | село    | 15               | Иваньковское              | Иваньковская        |
| 78  | Кукуй                | деревня | 7                | Иваньковское              | Григорьевская       |
| 79  | Кунеево              | деревня | 12               | Теляковское               | Первомайская        |
| 80  | Кургузовка           | деревня | 6                | Ревякинское               | Боровковская        |
| 81  | Кутуково             | село    | 5                | Иваньковское              | Григорьевская       |
| 82  | Лаптево              | село    | ↘115             | Ревякинское               | Торминская          |
| 83  | Ледово               | деревня | 0                | Теляковское               | Первомайская        |
| 84  | Лиховидово           | деревня | 2                | Теляковское               | Знаменская          |
| 85  | Любиж                | село    | 0                | Иваньковское              | Климовская          |
| 86  | Майорово             | деревня | 4                | Ревякинское               | Федяшевская         |
| 87  | Макаровка            | деревня | 4                | Иваньковское              | Есуковская          |
| 88  | Малахово             | деревня | 20               | Ревякинское               | Тайдаковская        |
| 89  | Малое Макаево        | деревня | 7                | Теляковское               | Хотушская           |
| 90  | Малые Байдики        | деревня | 22               | Ревякинское               | Ревякинская         |
| 91  | Марьинка             | деревня | 3                | Ревякинское               | Денисовская         |
| 92  | Матово               | деревня | 11               | Ревякинское               | Торминская          |
| 93  | Машково              | село    | ↘143             | Теляковское               | Санталовская        |
| 94  | Милино               | деревня | 17               | Теляковское               | Теляковская         |
| 95  | Михайловское         | деревня | 11               | Теляковское               | Первомайская        |
| 96  | Михнево              | деревня | 0                | Иваньковское              | Богословская        |
| 97  | Мокрый Корь          | село    | ↘113             | Теляковское               | Знаменская          |
| 98  | Мощено               | деревня | 1                | Ревякинское               | Денисовская         |
| 99  | Мызовка              | деревня | 10               | Ревякинское               | Боровковская        |
| 100 | Нефедьево            | деревня | 7                | Теляковское               | Первомайская        |
| 101 | Никольские Выселки   | деревня | 10               | Ревякинское               | Тайдаковская        |
| 102 | Никольское           | деревня | 5                | Ревякинское               | Тайдаковская        |
| 103 | Ново-Ревякинский     | посёлок | ↘411             | Ревякинское               | Ревякинская         |
| 104 | Новоселки            | посёлок | 5                | Теляковское               | Знаменская          |
| 105 | Овечкино             | деревня | 10               | Теляковское               | Верхне-Красинская   |
| 106 | Одинцово             | село    | 9                | Теляковское               | Первомайская        |
| 107 | Павловское           | деревня | 1                | Теляковское               | Первомайская        |
| 108 | Пахомово             | деревня | 5                | Теляковское               | Санталовская        |
| 109 | Первомайский         | посёлок | ↘412             | Теляковское               | Первомайская        |
| 110 | Перетрутово          | деревня | 0                | Иваньковское              | Богословская        |
| 111 | Периково             | деревня | 28               | Теляковское               | Санталовская        |
| 112 | Петровские Дворики   | деревня | 0                | Теляковское               | Первомайская        |
| 113 | Пилюгино             | деревня | 0                | Иваньковское              | Иваньковская        |
| 114 | Подосинки            | деревня | 5                | Иваньковское              | Есуковская          |
| 115 | Притыкино            | деревня | 2                | Теляковское               | Первомайская        |
| 116 | Ревякино             | деревня | 40               | Ревякинское               | Ревякинская         |
| 117 | Ревякино             | посёлок | ↗3423            | Ревякинское               | Ревякинская         |
| 118 | Руднево              | деревня | 69               | Теляковское               | Хотушская           |
| 119 | Рязановка            | деревня | 9                | Теляковское               | Санталовская        |
| 120 | Савкино              | деревня | 0                | Иваньковское              | Есуковская          |
| 121 | Санталовский         | посёлок | ↘697             | Теляковское               | Санталовская        |
| 122 | Сасово-Антоньево     | деревня | 1                | Теляковское               | Хотушская           |
| 123 | Севостеево           | деревня | 1                | Ревякинское               | Федяшевская         |
| 124 | Сенцово              | деревня | 9                | Иваньковское              | Климовская          |
| 125 | Сидоровское          | деревня | 6                | Иваньковское              | Иваньковская        |
| 126 | Синиченки            | деревня | 9                | Ревякинское               | Денисовская         |
| 127 | Случьи 1-е           | деревня | 2                | Ревякинское               | Денисовская         |
| 128 | Спицино              | деревня | 8                | Теляковское               | Знаменская          |
| 129 | Спицинский           | посёлок | ↗298             | Теляковское               | Знаменская          |
| 130 | Средние Байдики      | деревня | 9                | Ревякинское               | Ревякинская         |
| 131 | Страхово             | село    | 45               | Иваньковское              | Климовская          |
| 132 | Струнино             | деревня | 23               | Ревякинское               | Ревякинская         |
| 133 | Субботинский         | посёлок | 9                | Ревякинское               | Бураковская         |
| 134 | Сухотино             | деревня | 1                | Ревякинское               | Федяшевская         |
| 135 | Тайдаково            | деревня | ↘840             | Ревякинское               | Тайдаковская        |
| 136 | Тележёнка            | деревня | 6                | Ревякинское               | Торминская          |
| 137 | Теляково             | село    | 0                | Иваньковское              | Климовская          |
| 138 | Теляково             | село    | ↘408             | Теляковское               | Теляковская         |
| 139 | Тепловка             | деревня | 11               | Иваньковское              | Богословская        |
| 140 | Толстое              | деревня | 2                | Ревякинское               | Федяшевская         |
| 141 | Толша                | деревня | 3                | Иваньковское              | Есуковская          |
| 142 | Тормино              | деревня | ↘255             | Ревякинское               | Торминская          |
| 143 | Торопово             | деревня | 2                | Теляковское               | Санталовская        |
| 144 | Троицкое             | деревня | 0                | Ревякинское               | Бураковская         |
| 145 | Тунаевка             | деревня | 9                | Теляковское               | Верхне-Красинская   |
| 146 | Туэлино              | деревня | 0                | Иваньковское              | Климовская          |
| 147 | Ушаково              | деревня | 4                | Теляковское               | Знаменская          |
| 148 | Федешово             | деревня | 0                | Ревякинское               | Архангельская       |
| 149 | Федоровка            | деревня | 21               | Иваньковское              | Есуковская          |
| 150 | Федюкино             | деревня | 14               | Теляковское               | Санталовская        |
| 151 | Федяшево             | деревня | ↗368             | Ревякинское               | Федяшевская         |
| 152 | Фуньково             | деревня | 0                | Ревякинское               | Федяшевская         |
| 153 | Харино               | деревня | 57               | Теляковское               | Теляковская         |
| 154 | Хатавки              | село    | 5                | Иваньковское              | Есуковская          |
| 155 | Хвошня               | деревня | 57               | Ревякинское               | Архангельская       |
| 156 | Хорошевка            | деревня | 1                | Иваньковское              | Есуковская          |
| 157 | Хотушь               | село    | ↘450             | Теляковское               | Хотушская           |
| 158 | Хреново              | деревня | 4                | Теляковское               | Первомайская        |
| 159 | Черемисино           | деревня | 0                | Иваньковское              | Иваньковская        |
| 160 | Череуга              | деревня | 2                | Теляковское               | Хотушская           |
| 161 | Черносвитово         | деревня | 4                | Иваньковское              | Климовская          |
| 162 | Чертовое             | деревня | 0                | Ревякинское               | Бураковская         |
| 163 | Шеметово             | деревня | 86               | Ревякинское               | Боровковская        |
| 164 | Щебачеево            | деревня | 3                | Иваньковское              | Климовская          |
| 165 | Щепилово             | деревня | 1                | Иваньковское              | Богословская        |
| 166 | Юрцево               | село    | 11               | Иваньковское              | Иваньковская        |

Ревякино в 1961—2014 гг. было посёлком городского типа (рабочим посёлком).
Упразднённые населённые пункты:
- 1994 год — деревня Бобровка включена в состав села Архангельское[46]
- 1997 год — деревни Астрецово, Ивановка, Мелеховка и Прудки[47].

## Официальная символика
В качестве герба района неофициально используется герб административного центра, утверждённого исполкомом городского Совета народных депутатов 11 июня 1987 года (решение № 7-540).
Автор герба — Владимир Тимофеевич Ермошкин.
В червлёном щите стилизованная серебряная фреза в окружении тонкого золотого кольца, которую обрамляют золотой колос и серебряная полушестерня. В лазуревой вершине щита название города серебром.
Флага и Гимна у Ясногорского района нет.

## Органы местного самоуправления

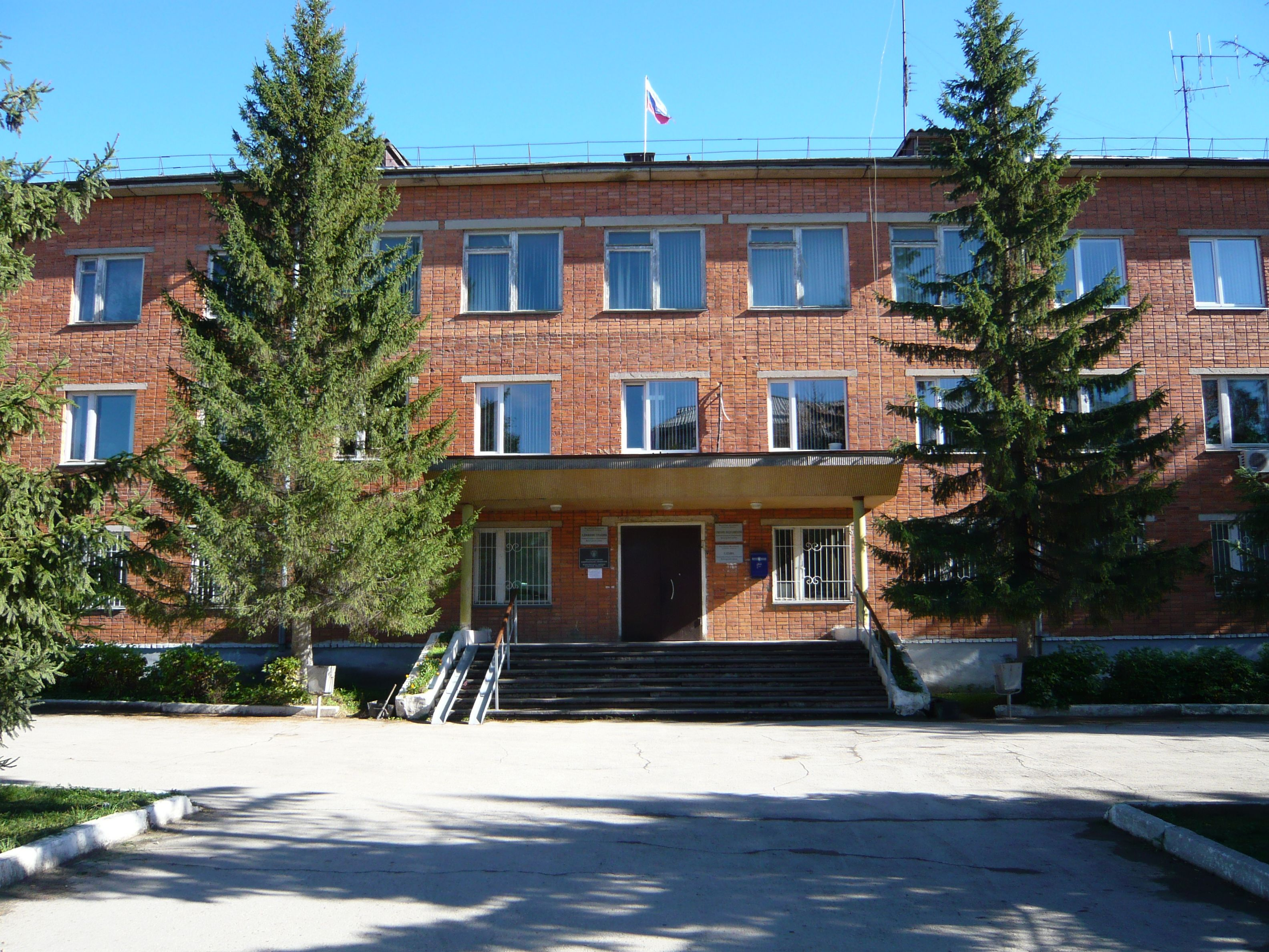
Здание администрации

Местное самоуправление осуществляется на основании устава, принятого на местном референдуме 23 марта 1997 года.
Структуру органов местного самоуправления Ясногорского района составляют:
- представительный орган муниципального образования — Собрание представителей муниципального образования «Ясногорский район»;
- высшее выборное должностное лицо муниципального образования — Глава муниципального образования «Ясногорский район»;
- исполнительно-распорядительный орган муниципального образования — администрация муниципального образования «Ясногорский район»;
- контрольный орган муниципального образования — ревизионная комиссия муниципального образования «Ясногорский район».

## Экономика

### Туризм
В отношении туристско-рекреационного направления в Ясногорском районе, имеется большой потенциал для скорейшего становления и развития.
Географически Ясногорский район расположен очень удачно — вблизи проходят федеральные трассы М-2 и М-4, имеется прямое железнодорожное сообщение с Тулой и Москвой, часть района находится на берегу Оки, в живописной зоне отдыха.
На территории района находятся 123 памятника и 7 памятных мест. Сохранилось несколько усадебных комплексов, памятников архитектуры XVIII-начала XX века, большая часть — в среднем течении Оки, на территории бывшего Каширского уезда.
Один из таких объектов — усадьба в д. Федоровка, на протяжении 30 лет принадлежавшая Гликерии Николаевне Федотовой, одной из ведущих актрис Малого театра 2-й половины XIX века.
С 2013 года в рамках музейного проекта «Маленькая Швейцария Федотовой» в усадьбе проходит межрегиональный фестиваль самодеятельных театральных коллективов «Федотовская весна».
Ещё один яркий пример усадебного комплекса сохранился в посёлке Есуковский. Строился он Владимиром Григорьевичем Новосильцевым, участником Отечественной войны 1812 года.
Неподалёку от Фёдоровки и посёлка Есуковский находится село Красино-Убережное. Дом-дворец в Красино-Убережном был первым каменным гражданским зданием европейского
образца во всей округе.
В
деревне Хорошевка сохранился небольшой ансамбль дачного дома в стиле модерн.
Это несколько построек, сложенных из белого камня. В начале XX века этот дом принадлежал помещице Серафиме
Давыдовне Красильщиковой.
Вблизи железнодорожной станции Ревякино,
в деревне Федяшево находится памятник архитектуры и паркового искусства конца XVIII
— 2 половины XIX века — ансамбль усадьбы Гартунгов. В 1860 году владелец усадьбы Леонид Гартунг
женился на старшей дочери А. С. Пушкина, Марии. Существует предположение о том, что усадебный
дом в том виде, в котором он частично сохранился до наших дней, построен по её
проекту.
Особое место в культурном наследии
Ясногорского района занимает церковное зодчество. В разной степени до наших
дней сохранилось 13 храмов. По преданиям, автором проекта храма во имя
Архистратига Божия Михаила в Горках был Василий Иванович Баженов, представитель
русского классицизма в архитектуре 2-й половины XIX века.
В ансамбль долины реки Беспута входит несколько более поздних сооружений. Среди них — храмы в сёлах Иваньково и Богословское.
Церковь во имя Петра и Павла в Иванькове построена в 1903 году. В ней сохранилась стенная живопись, которая была положена в 1905 году.
Церковь Иоанна Богослова в селе Богословское построена в 1911 году на средства обер-прокурора Святейшего Синода Владимира Карловича Саблера и на пожертвования благотворителей. Несколько икон для храма написал известный русский художник Виктор Михайлович Васнецов.
Полным ходом на средства от пожертвований идёт восстановление храма Рождества Христова в селе Мокрый Корь. Также на средства от пожертвования прихожан в черте города Ясногорска недавно построен храм в честь Собора новомучеников и исповедников Церкви Русской.
Есть в Ясногорском районе у села Богословское место, где река Восьма впадает в Беспуту, напоминающее о жертвах братоубийственной войны Смутного времени. В 2007 году, к 400-летию исторической битвы восставших крестьян под предводительством Ивана Болотникова с правительственными войсками царя Василия Шуйского там был установлен Памятный крест. В этой битве погибли тысячи — крестьяне, казаки, дворяне.
Более 40 лет принимает посетителей Ясногорский районный художественно-краеведческий музей. Гордостью музея является коллекция картин земляка, художника Федора Нестерова, ученика самого Ильи Ефимовича Репина.
15 августа 2014 года состоялось торжественное открытие историко-культурного комплекса на железнодорожной станции «Ясногорск». Комплекс включает в себя музей истории станции Лаптево-Ясногорск, созданный в восстановленном жилом доме первого начальника станции, обновлёное здание вокзала. Особое место занимают благоустроенный сквер и ротонда со скульптурой императрицы Екатерины II.
Большой популярностью среди местного населения и гостей из соседних регионов пользуются Владычинский, Спицинский, Башинский и Воловниковский источники.
Исходя из существующих ресурсов, в районе возможно развитие следующих видов туризма:
- культурный — посещение достопримечательностей➤ и места сражения между царскими войсками Василия Шуйского и армии повстанцев Ивана Болотникова в 1607 году;
- экологический — Захарьинский лесостепной комплекс, сосновый бор на реке Восьма;
- сельский — данный вид туризма развивается наиболее активно[51];
- спортивный (водный) — возможен сплав по реке Вашана;
- религиозный — сохранилось 13 памятников церковного зодчества, 2 из которых являются памятниками истории и архитектуры регионального значения.

В 2011 году район был включён в межмуниципальный проект «Окская долина», целью которого является формирование единого туристического пространства. Реализация турпроекта будет способствовать развитию внутреннего въездного туризма на приокских территориях Московской, Калужской, Тульской и Орловской областей.

## Транспорт
Железнодорожный транспорт. В западной части района с север на юг, на протяжении 32 км проходит двухпутная электрифицированная железнодорожная магистраль Москва — Курск — Харьков (линия Москва — Тула) с высокой интенсивностью движения (порядка 70 поездов в сутки). На территории района расположены 2 промежуточные железнодорожные станции IV класса (Ясногорск, Ревякино) и 3 платформы (153 км., Шеметово, Бараново, Байдики). Осуществляется прямое беспересадочное сообщение с Тулой, Серпуховым и Москвой (8 пар пригородных электропоездов ежедневно). Поезда дальнего следования и экспрессы не останавливаются ни на одном из остановочных пунктов Ясногорского района. Станции Ясногорск и Ревякино приспособлены для выполнения грузовых работ.
Автомобильный транспорт. Главными путями сообщения между населёнными пунктами являются автомобильные дороги федерального, межмуниципального и местного значения. В западной части района пролегает трасса М2 E 105, обеспечивая выходом к Туле, Москве, Центрально-Чернозёмному району; на востоке — трасса М4 E 115: выход к Москве, Воронежу, Южному Федеральному округу. Другие автодороги района: Р115 Кашира — Ненашево, Новоклейменово — Ясногорск —- Мордвес (с ответвлением на Верхнее Красино и Есуковский), Ясногорск — Денисово — Горшково.
Автобусное сообщение. Для большинства жителей района единственным видом общественного транспорта является автобус. Регулярные рейсы осуществляются с Ясногорской автостанции в западном (Тормино, Новоклеймёново), юго-восточном (Горшково) и северо-восточном направлениях (Хотушь, Верхнее Красино, Богословское, Есуковский). Пассажирские перевозки осуществляются Алексинским ПАТП и Ясногорским АТП ОАО «Тулаавтотранс». Маршруты обслуживаются автобусами ПАЗ-3205, ПАЗ-4234, ЛиАЗ-5256, Iveco.

## Достопримечательности
- Усадьба Г. Н. Федотовой

Двухэтажный дом с мезонином был построен в начале XIX века в деревне Фёдоровка женой генерала Петра Семёновича Муравьёва Евдокией Андреевной. В 1870 году его приобрела ведущая актриса Императорского Малого театра Гликерия Николаевна Федотова, и с того времени стала бывать в усадьбе ежегодно. В 1905 году вследствие болезни ног она оставляет театр и переезжает из Москвы в Фёдоровку. В 1909 году возвращается обратно. Незадолго до революции Гликерия Николаевна продаёт дом Валерии Николаевне Никитиной. После 1917 года здесь разместилась больница, в 1953 году в усадебный дом переехала школа, которая функционирует и по сей день. В память об актрисе на фасаде здания установлена мемориальная доска.
- Усадьба М. А. Гартунг
- Усадьба А. В. Новосильцева
- Дом-усадьба Киреевских
- Усадьба Красино-Убережное с церковью Троицы Живоначальной